# Roberto Francisco Unger Pérez
Roberto Francisco Unger Pérez es un político cubano que ha sido Presidente de Asamblea Municipal de Isla de la Juventud. Es Licenciado en Marxismo-leninismo e Historia, además de poseer una maestría en Ciencias. A su graduación en 1982, fue profesor en el Instituto Superior Pedagógico Carlos Manuel de Céspedes, donde trabajó por más de 20 años. Es miembro de la Unión de Historiadores de Cuba; miembro y presidente de la Comisión de Ciencias Sociales del Consejo Científico Territorial del Ministerio de Ciencia, Tecnología y Medio Ambiente de Cuba; miembro del Consejo Científico de la Filial Pedagógica Universitaria; del Consejo Científico del Equipo Municipal de Historia y Jefe del Departamento de la Filial Pedagógica Universitaria. Ha sido diputado a la Asamblea Nacional del Poder Popular desde en la V y VII Legislatura.
- Datos: Q6109746